# Luigi Marchesi

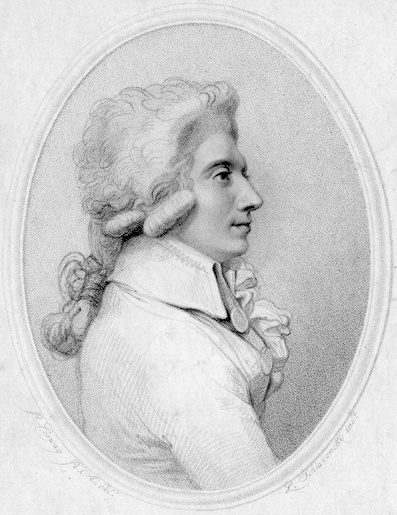
Luigi Marchesi.

Luigi Marchesi (eller Marchesini), född den 8 augusti 1754 i Milano, död där den 14 december 1829, var en italiensk kastratsångare.
Marchesi uppträdde på flera länders operascener och vann rykte som den mest framstående italienske sångkonstnären mot slutet av 1700-talet, beundrad för röstens böjlighet och metalliska klarhet. 